# 러시아 하우스
《러시아 하우스》(영어: The Russia House)는 미국에서 제작된 프레드 스켑시 감독의 1990년 첩보 스릴러 영화이다. 숀 코너리, 미셸 파이퍼 등이 출연하였고, 폴 매즐랜스키 등이 제작에 참여하였다. 존 러카레이의 동명 소설이 원작이다.

## 출연진
- 숀 코너리
- 미셸 파이퍼
- 로이 샤이더
- 제임스 폭스
- 존 머호니
- 마이클 키친
- J. T. 월시
- 켄 러셀
- 데이비드 스렐폴
- 클라우스 마리아 브란다워
- 맥 맥도널드

## 기타 제작진
- 배역: 메리 셀웨이
- 미술: 리처드 맥도널드
- 의상: 루스 마이어스

## 우리말 녹음
MBC 성우진 (1996년 2월 24일)
- 황일청 - 발리 (숀 코너리)
- 최성우 - 카탸 (미셸 파이퍼)
- 정승현
- 이영달
- 최병학
- 한상혁
- 김용식
- 박태호
- 김명수
- 김윤정
- 이종오
- 김강산
- 이승환
- 최원형
- 박조호
- 변종필